# Шапошникова Наталія Віталіївна
Наталія Віталіївна Шапошникова (24 червня 1961 року, Ростов-на-Дону, РСФСР, СРСР) — радянська спортсменка. Заслужена майстриня спорту СРСР зі спортивної гімнастики (1980).
Виступала за «Динамо» (Ростов-на-Дону).
Дворазова чемпіонка Олімпійських ігор 1980 у командній першості й опорному стрибку, дворазова бронзова призерка Олімпійських ігор 1980 у вправі на колоді і вільних вправах.
Чемпіонка світу 1978 у командних змаганнях. Срібна призерка чемпіонату світу 1979 у командній першості. Бронзова призерка чемпіонату світу 1978 у багатоборстві.

## Спортивні досягнення
| Рік  | Турнір           | Вид програми    | Місце | Очки  |
| ---- | ---------------- | --------------- | ----- | ----- |
| 1980 | Олімпійські ігри | Колода          | 3     | 19725 |
| 1980 | Олімпійські ігри | Вільні вправи   | 3     | 19825 |
| 1980 | Олімпійські ігри | Опорний стрибок | 1     | 19725 |
| 1978 | Чемпіонат світу  | Багатоборство   | 3     | 77875 |
| 1978 | Кубок світу      | Багатоборство   | 3     | 38400 |
| 1978 | Кубок світу      | Колода          | 2     | 19400 |
| 1978 | Кубок світу      | Вільні вправи   | 2     | 19600 |
| 1978 | Кубок світу      | Опорний стрибок | 1     | 19550 |
| 1977 | Кубок світу      | Багатоборство   | 3     | 38200 |
| 1977 | Кубок світу      | Опорний стрибок | 1     | 19425 |

- Чемпіонка Європи 1979 у вправі на колоді
- Срібна призерка Чемпіонату Європи 1979 у вільних вправах
- Бронзова призерка чемпіонату Європи 1979 у багатоборстві та в опорному стрибку
- Абсолютна чемпіонка СРСР 1979, чемпіонка СРСР 1977 в опорному стрибку, чемпіонка СРСР 1979 у вправі на колоді
- Володарка Кубка СРСР 1977, 1979 у багатоборстві.[2]
- Олімпійський ігри — 1980. Золото — командна першість.